# Johannes Felsch
Johannes Rudolf Wilhelm Ferdinand Felsch (* 22. September 1882 in Birkau; † 1952) war ein deutsch-chilenischer Geologe.

## Leben
Felsch wurde 1882 in der Oberlausitz geboren und studierte an der Albertus-Universität in Königsberg. Im Wintersemester 1902/03 wurde er dort Mitglied der Burschenschaft Germania. 1909 wurde Felsch Assistent an der geologischen Sammlung der Universität Jena. 1911 veröffentlichte er dort seine Dissertation Die Schichtenfolge des unteren Culms in der Umgebung des Münchberger Gneismassivs und nahm kurz darauf eine Stelle als Assistent des geologisch-paläontologischen Instituts der Universität Bonn an. Noch im selben Jahr wurde er zusammen mit einem weiteren Bonner Geologen zum „Geologen an der Geologischen Landesaufnahme der Republik Chile“ ernannt und wanderte nach Chile aus. Hauptaufgabe der geologischen Landesaufnahme war die Suche nach Bodenschätzen, insbesondere Kohle und Erdöl. Felsch widmete sich dabei insbesondere der Erkundung von Erdöllagerstätten, zunächst im Großen Süden um Punta Arenas und Feuerland, später auch in anderen Teilen des Landes. Felsch wurde chilenischer Staatsgeologe und nach Abschluss der Landesaufnahme Professor für Geologie an der Universidad de Chile in Santiago de Chile.

## Schriften
- Die Schichtenfolge des unteren Culms in der Umgebung des Munchberger Gneismassivs (Dissertation, 1911)
- Informe sobre el reconocimiento jeolójico de los alrededores de Punta Arenas i de la parte noroeste de la Tierra del Fuego, con el objeto de encontrar posibles yacimientos de petróleo. Con un croquis jeolójico de los alrededores de Punta Arenas i de la parte noroeste de la Tierra del Fuego (1913)
- Informe preliminar de los reconocimientos jeolójicos de los terrenos petroliferos de Magallanes (1916)
- Informe sobre el reconocimiento jeolójico de los indicios de petróleo en la Provincia de Tarapacá (1917)
- El agua en la pendiente occidental de la cordillera real entre la quebrada de Huatacondo i la quebrada de Tarapacá (1920)
- Indicios de petróleo en capas del Caloviano-Yurásico superior, en la falda occidental de la cordillera de la Provincia de Tacna (1921)
- Informe preliminar sobre los reconocimientos geológicos de los yacimientos petroleros en la cordillera de la provincia de Antofagasta (1933)